# 水野ちはる (タレント)
ちぱる(-)は、日本のグラビアアイドル、モーターサイクルジャーナリスト、元レースクイーン。
かつてはディライトアソシエーション所属だったが、2014年7月よりDOORS＆Co.へ移籍。旧芸名は「水野ちはる（みずの ちはる）」。

## 来歴・人物・エピソード
- 2004年より一貫してSUPER GTのレースクイーンを務める。
- SUPER GTのレースクイーンとして10年連続で務めた国内記録は彼女のみである。
- 2013年より神奈川県生まれでありながら、明るい性格と行き当たりばったりなキャラクターから茨城県が運営するインターネットテレビいばキラTVにて茨城県をバイクでまわり紹介する番組「いばキラ★ロード」のナビゲーターとして抜擢。
- オートバイのカスタムに非常に精通しており、自身のブログで登場するカスタムパーツなどは、どのカスタム系雑誌より影響力があるとされる。例としてリチウムフェライト・バッテリーなどは彼女のブログでいち早く紹介され全国へ広まって行った。
- 18歳よりバイク雑誌の連載を持ち、現在もモーターマガジン社『ゴーグル』、造形社『ガールズバイカー』にて本文と撮影も受け持ち連載中[1]。
- プライベートでは、ACサンクチュアリーでフルカスタマイズされたコンプリートマシンカワサキ・GPZ900R「ちぱる1号」と[2]、KTM200DUKE「ちぱる2号」に乗る。
- 2012年末、バイク漫画『キリン』の作者東本昌平のイラストによる自身と愛車カワサキGPZ900Rが『ミスターバイクBG』の表紙を飾る[3]。
- 2013年、バイク雑誌『東本昌平 RIDE』に登場[4]。東本昌平の世界感から抜け出したようなバイク乗りでもある。
- 2015年1月号にて再び『ミスターバイクBG』の表紙へ自身の愛車GPZ900R ちぱる1号と共に登場[5]。
- 2015年1月　船橋オートレース場オーバルコースにて、史上初めて公営競技のオートレースのプロ選手4名とちぱるがオートレーサー対市販車（KTM200DUKE)の対決を行う。モーターマガジン社ゴーグル誌掲載
- 2015年2月　最も有名なGPZ900R Ninja乗りとして川崎重工業が神戸カワサキワールドで行った Kawasaki Ninja H2R モーターサイクルフェア トークショー「ちぱるVSカワサキ開発者」へ招へいされる。[6]
- 2015年3月　マスコミにほとんど出ることのない隠密部隊 陸上自衛隊 第一空挺団 団本部中隊 偵察小隊のオートバイ9台と習志野駐屯地にて編隊を組み走行。陸上自衛隊でも精鋭集団と呼ばれる第一空挺団の中より更に選別された最精鋭の偵察小隊9台とちぱるが運転をする市販車（KTM200DUKE)が並んで走行するのは陸上自衛隊史上初めて出来事である。モーターマガジン社ゴーグル誌掲載
- 2016年2月　川崎重工業が神戸カワサキワールドで行った カワサキモーターサイクルフェアに愛車GPZ900R　ちぱる1号が展示され、メーカー博物館にカスタマイズされたオートバイが展示されるのは異例の出来事である。同時にちぱるトークイベントも開催[7]
- グラビアアイドルとして携帯サイト BOMBビキニ道場 第2回大会へ出場し 正統派グラビアアイドルを押しのけ、周囲の予想に反し多くのバイク乗りからの投票を集め優勝。
- レースクイーンとして絶大な人気を誇りながらもレースクイーンオブザイヤーやレースクイーン大賞などのエントリーは、レースを応援する側のレースクイーンが応援されてどうするとの理由からエントリーを全て辞退。
- 自身の参加する音楽ユニットR☆D☆5のリーダーでもある。
- ブログはアメーバオフィシャルブログ「ちぱる☆日和」（2014年7月4日からは「ちぱる☆日和2」※外部リンク参照）。
- ペットは黒のトイプードルとスッポンモドキ。
- 趣味：ガンプラ作り。ダムカード集め。
- 資格：英検2級・大型自動二輪免許・普通自動車免許・特殊小型船舶免許・銃砲所持許可・第一種銃猟免許

## 出演

### テレビ
- お願い!ランキング（EX）
- ウエンズデー J-POP （NHK BS2）出演とナレーション
- 中居正広の怪しい噂の集まる図書館（EX）
- スナッチ（MBS）
- さんま&SMAP!美女と野獣のクリスマススペシャル（NTV）
- 『ぷっ』すま（EX）
- REVSPEED TV（MONDO21）
- ズバリ言うわよ!『嫁入り前の常識スクール』（TBS）
- まぢ喰ひ（GYT） 2009年5月度レギュラー
- 激走!GT（TX）
- ルドイア☆星惑三第（NTV）
- BeOnTV（BS朝日）
- ドキドキ!にゅ〜すキャスター（MONDO21）
- 遊湯紀行（JCN）
- CAR☆Xs（GYT）
- 週刊バイクTV（CTC） ちはるのメンテブンブ〜ン

インターネット放送
- アメリカザリガニのアイドル★チェキ!II（GyaOジョッキー） 2009年8月3日出演（共演：佐藤ゆりな）
- アメーバスタジオ プレミアム放送 2014年7月より出演中
- アメーバスタジオ特別番組 ちぱるのムチャしちゃいました 2015年3月より放送開始

### WebTV
- ビクターサウンドカフェ
- サウンドカフェTV
- エロカワビキニ
- いばキラ★ロード

### レースクイーン
- 2004年チームエンドレス・エンドレスレディ（SUPER GT）
- 2005年チームエンドレス・エンドレスレディ（SUPER GT）
- 2006年ハンコック・エンドレスレースクイーン（SUPER GT）
- 2007年Team Gaikokuyaレースクイーン（SUPER GT）
- 2008年Team Gaikokuyaレースクイーン（SUPER GT）
- 2009年JLOC ランボルギーニ レースクイーン（SUPER GT）
- 2010年JLOC ランボルギーニ レースクイーン（SUPER GT）
- 2011年JLOC ランボルギーニ レースクイーン（SUPER GT）
- 2012年JLOC ランボルギーニ レースクイーン（SUPER GT）
- 2013年JLOC ランボルギーニ レースクイーン（SUPER GT）

### CD
- R☆D☆5 1st Album 「The R☆D☆5」 2008年9月24日発売
- R☆D☆5 1st Single 「Mighty Mighty」 2009年9月2日発売
- R☆D☆5 2nd Album 「目指せ!富士」 2010年8月25日発売
- R☆D☆5 3rd Album 「RD5's world」 2012年3月14日発売

### DVD
- Colorful Race Queen（マックスプロデュース） 2005年11月25日発売
- ピーチ・メルバ（マックスプロデュース） 2005年11月26日発売
- 2005 ENDLESS（マックスプロデュース） 2005年12月21日発売
- Strength（ビーエムドットスリー） 2007年11月21日発売
- hourglass（ビーエムドットスリー） 2008年11月27日発売
- ちはる★日和　2012年4月20日発売
- 絶景ダム2　　 2015年4月20日発売

### CM
- ツカサ＜レンタルオフィス編＞（ツカサ都心開発）
- 東京電力

### ラジオ
- 高田純次・河合美智子の東京パラダイス（文化放送）
- ASIAN美少女ファイルアイドルパーティ（有線ブロードネットワークス）
- ライダーズ（ラジオNIKKEI）

### 携帯サイト
- アイドルグラビアDX
- ケータイ YOUNG JUMP
- 裏ヤンマガ
- 宮澤正明写真館
- 野村誠一写真館
- 携帯版BOMB.TV

### 雑誌
- アームズマガジン（ホビージャパン）[8]
- おとこの遊艶地（リイド社）※表紙[8]

- カーセンサー（リクルート）
- ガールズバイカー（造形社）2015年から「ちぱるのバイクよもやまバナシ」連載中
- カスタムバーニング（造形社）
- カブonly vol.3（造形社）表紙
- ガルル（バイクブロス[8]表紙 2017年よりレギュラー出演中
- ギャンブル宝典（キューブリック (出版社)|キューブリック）[8]
- GooBike（プロトコーポレーション）
- クラブマン（ネコ・ブロスモーターサイクル）※表紙+連載[8]
- ゴーグル（モーターマガジン社）※連載[8][1]
- ジャーマン・カーズ（ぶんか社）[8]連載
- 週刊プレイボーイ（集英社）
- Soup.（ジャック・メディア）[8]
- SPA!（扶桑社）[8]
- Champ U（三栄書房）※Champ Uガール&コラム連載[8]
- 2&4 LOVE 愛の絶版車生活2&4（モーターマガジン社）表紙
- DVD MAX（日之出出版）[8]
- デジタルフォト（ソフトバンククリエイティブ[8]
- 東京ウォーカー（角川マガジンズ）
- ノスタルジックヒーロー（芸文社）[8]
- バージン ハーレー（バイクブロス）vol.9 vol.29※表紙バイクブロス・マガジンズ 最新刊情報 VIRGIN-HARLEY・バージンハーレー（2015年1月8日時点のインターネットアーカイブ）
- 培倶人（エイ出版社）[8]
- 東本昌平 RIDE（モーターマガジン社）[8][4]
- ビッグマシン（内外出版社）
- FLASH（光文社）
- ホットウォータースポーツマガジン（造形社）※表紙
- BOMB（学研パブリッシング
- 掘り出しパーツ（ぶんか社）※表紙[8]
- ミスターバイクBG（モーターマガジン社）※表紙[8][3]
- メルちょGetta!（キューブリック）※表紙[8]
- モーターサイクリスト（八重洲出版）[8]
- モトギア（バイクブロス）※表紙
- モトギア・プラス（バイクブロス）[8]
- MOTO-MOTO（造形社）[8]
- B.L.T. U-17（東京ニュース通信社）[8]
- 横浜ウォーカー（角川マガジンズ）
- Lun Lun Work（バウハウス）[8]
- ロードライダー（バイクブロス）
- オートバイ250アンド125購入ガイド（モーターマガジン社）
- ADVenture's 2017Vol.3（モーターマガジン社）
- カスタムピープル（クレタパブリッシング）
- レディスバイク（クレタパブリッシング）
- カワサキバイクマガジン（ぶんか社）